# Appennino faentino
L'Appennino faentino (detto anche Appennino ravennate) è una porzione occidentale dell'Appennino tosco-romagnolo. Confina ad ovest con l'Appennino imolese e ad est con l'Appennino forlivese e a sud con il Mugello.

## Geografia fisica
L'Appennino faentino comprende le valli dei fiumi Senio, Lamone e Marzeno.
La montagna più alta dell'Appennino faentino è il monte Lavane (comune di Marradi, 1.241 m), parte del gruppo dell'Alpe di San Benedetto. Altra cima importante è il monte Faggiola (comune di Palazzuolo), con 1.031 metri d'altitudine. Il passo principale che mette in comunicazione l'Appennino faentino con il Mugello è la Colla di Casaglia (913 m s.l.m.).
Dalla valle del Marzeno si diparte una catena montuosa che attraversa più valli fino alla valle del Savio (Appennino cesenate). È composta di un'arenaria calcarea, in gran parte fossilifera, depositatasi poco più di 3 milioni di anni fa (Pliocene Medio) in quello che allora era un ambiente marino subtropicale. Nella valle del Marzeno tale catena inizia con i colli di Pietramora e Ceparano.

## Geografia politica
Dal punto di vista amministrativo, l'Appennino faentino si estende su tre province, inserite in due regioni diverse: le province di Ravenna e Forlì, in Emilia-Romagna, e la Provincia di Firenze, in Toscana. 
I comuni della valle del Senio nella provincia di Ravenna sono Riolo Terme e Casola Valsenio; in provincia di Firenze vi è Palazzuolo sul Senio. I comuni della valle del Lamone sono Brisighella (provincia di Ravenna) e Marradi (provincia di Firenze). I comuni della valle del Marzeno sono Modigliana e Tredozio (provincia di Forlì).

Il Passo del Giogo è sito nel comune di Firenzuola (FI).